# Klaus Dicke

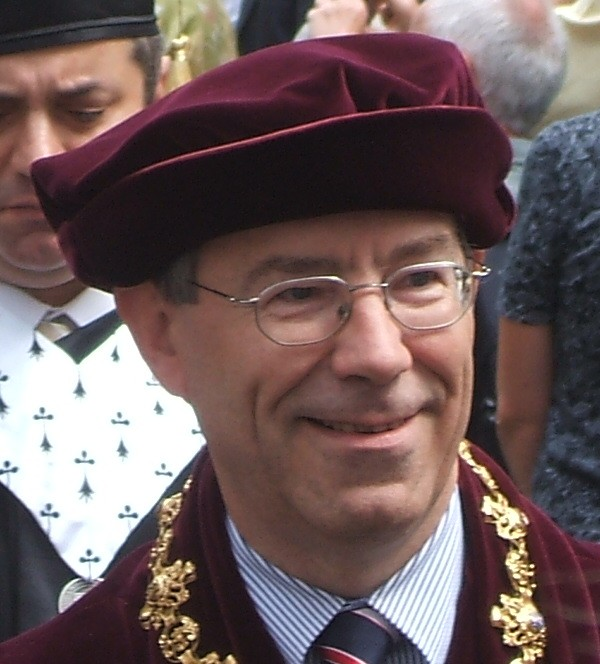
Klaus Dicke als Rektor, 2008

Klaus Dicke (* 1. Dezember 1953 in Rübenach) ist ein deutscher Politikwissenschaftler und war von 2004 bis 2014 Rektor der Friedrich-Schiller-Universität Jena (FSU).

## Leben
Nach dem Studium der Politikwissenschaft, Geschichte, katholischen Theologie und Philosophie in Marburg und Tübingen arbeitete er als wissenschaftlicher Mitarbeiter im Forschungsprojekt Menschenrechte an der Universität Tübingen 1979–1983. Im Anschluss daran war er bis 1992 Akademischer Rat am Institut für internationales Recht der Universität Kiel. Er übernahm Lehrstuhlvertretungen in Berlin und Mainz und erhielt später Rufe nach Mainz (1994) und Jena (1995). Seit dem Sommersemester 1995 ist Dicke Professor an der FSU Jena.
Von 1996 bis 1998 Mitglied und seit 2004 war er Direktor des Instituts für Politikwissenschaft. In den Jahren 1999/2000 Prorektor der Friedrich-Schiller-Universität Jena. Dem Forschungsausschuss des Senats gehört er seit 2003 an. Im Jahre 2004 wurde Klaus Dicke zum Rektor der Friedrich-Schiller-Universität Jena gewählt, im Mai 2008 wurde er erneut in dieses Amt vom Universitätsrat gewählt. Seine zweite Amtszeit begann am 1. September 2008 und betrug sechs Jahre. Sein Nachfolger seit Oktober 2014 ist der Pharmakologe Walter Rosenthal als erster Präsident der FSU.
Dickes Forschungsschwerpunkte sind die Politische Ideengeschichte besonders der Neuzeit (Forschungsprojekt „Historische Politikwissenschaft in Thüringen“ 1997/1998). Des Weiteren befasst er sich mit den Menschenrechten: Geschichte, Begründung und Politik (Forschungsprojekt „Wirkungsgeschichte der Allgemeinen Erklärung der Menschenrechte“, 1998/00). Weitere seiner Schwerpunkte sind die Politische Philosophie des demokratischen Verfassungsstaates, die Vereinten Nationen, das Völkerrecht und die Politik in der Globalisierung.
Im Dezember 2014 wurde Dicke als parteiloser CDU-Kandidat in einem möglichen dritten Wahlgang zum thüringischen Ministerpräsidenten ins Spiel gebracht, als Gegenkandidat des Linken Bodo Ramelow. Ramelow wurde jedoch schon im zweiten Wahlgang gewählt.

## Funktionen und Mitgliedschaften
- Deutsche Gesellschaft für Politikwissenschaft (Vorsitz 1997–1999)
- Präsidium der Deutschen Gesellschaft für die Vereinten Nationen[3][4] (Bundesvorstand 1987–2002; Vorsitz 1998–2002)
- Deutsche Gesellschaft für Völkerrecht
- Deutsche UNESCO-Kommission (1997–1999)
- Mitglied VN-politischer Beirat des Auswärtigen Amtes
- Vizepräsident für Planung und Organisation der Hochschulrektorenkonferenz (2006–2008)
- Sprecher der Gruppe Universitäten und Vizepräsident der Hochschulrektorenkonferenz (2008–2012)
- Präsident der Coimbra-Gruppe (2008–2009)
- Wissenschaftlicher Beirat der Zeitschrift Politische Meinung (seit 2003)
- Mitglied der Akademie gemeinnütziger Wissenschaften zu Erfurt (seit 2004)
- Mitglied des Wilhelm-Röpke-Instituts

## Schriften
- Menschenrechte und europäische Integration, 1986
- Effizienz und Effektivität internationaler Organisationen, 1994
- Menschenrechte und Entwicklung (hrsg. zusammen mit M. Edinger / O. Lembcke), 1998
- Republik und Weltbürgerrecht (hrsg. zusammen mit K.-M. Kodalle), 1998
- Über die Resilienz der Demokratie, 2023
- Mitherausgeber der Zeitschrift für Politikwissenschaft (seit 1996, geschäftsführend von 1997 bis 2005)